# Valentín Afonin
Valentín Ivánovich Afonin (en ruso: Валентин Иванович Афонин) (Vladímir, Unión Soviética, 22 de diciembre de 1939-1 de abril de 2021), fue un futbolista ruso, se desempeñó como defensa en los años 1960 y 1970.

## Clubes
| Club                  | País            | Año         | Partidos | Goles |
| FK SKA Rostov del Don | Unión Soviética | 1959        | 0        | 0     |
| FC Torpedo Vladimir   | Unión Soviética | 1960        | ¿?       | ¿?    |
| FK SKA Rostov del Don | Unión Soviética | 1961 - 1967 | 147      | 0     |
| PFC CSKA Moscú        | Unión Soviética | 1968 - 1970 | 80       | 1     |
| FK SKA Rostov del Don | Unión Soviética | 1971 - 1973 | 31       | 0     |